# شبكة تلفزيون نيغاتا 21
دِ نيغاتا تلفزيون نتوورك 21 (株式会社新潟テレビ二十一 Kabushikigaisha Niigata Terebi Nijūichi)هي محطة تلفزيونية تابعة لـشبكة أخبار أولنيبون (آن) في نيغاتا، نيغاتا. تأسست في 7 مارس 1983 بدأت البث من 1 أكتوبر 1983.
المحطة وصفت بانها ux منذ عام 2006، بعد آخر رسالتين من  إشارة النداء للمحطة. الشعار الحالي للقناة YOU&ME&UX.

## القناة

### التلفزيون الرقمي
- ياهيكو 23ch JOUX-DTV 3 كيلو واط

#### جنبا إلى جنب مكتب
- تاكادا 39ch
- ميكاوا 49ch
- Tsunan-Kamigō 22ch
- كويدي 32ch
- Kanose 23ch
- Itoigawa-اونو 31ch
- Tsunan 31ch
- Tsugawa 49ch
- ريوتسو 38ch
- Aikawa 34ch
- ياماتو 38ch
- Takachi 23ch
- أراي 49ch
- موراكامي 33ch
- Sotokaifu 34ch
- Yuzawa 23ch
- Tsunan-تاناكا 23ch
- Itoigawa-هاياكاوا 38ch
- Sumon 38ch
- موراماتسو 49ch
- سيكيكاوا 49ch
- Tochio 49ch
- Muikamachi 38ch
- Myōkōkōgen 49ch
- Ōmi 31ch
- Takayanagi 41ch
- كاواغوتشي 23ch

## برامج
- Super J Channel Niigata (スーパーJチャンネルにいがた Sūpā-jē-chan'neru Niigata؟) (スーパーJチャンネルにいがた، Sūpā-jē-chan'neru Niigata؟)
- Marudori! (まるどりっ! Marudori!؟) (まるどりっ!، Marudori!؟)
- Hotto Hotto Niigata (ほっとホット新潟 Hotto Hotto Niigata؟) (ほっとホット新潟، Hotto Hotto Niigata؟)
- Niigata Kodono no Hiroba (にいがた子どもの広場 Niigata Kodomo no Hiroba؟) (にいがた子どもの広場، Niigata Kodomo no Hiroba؟)
- UX News (ユーエックスニュース UX News؟) (ユーエックスニュース، UX News؟)

## وصلات خارجية
- الموقع الرسمي نيغاتا شبكة تلفزيون 21 (باليابانية)